# احمق
احمق می‌تواند به یکی از موارد زیر اشاره داشته باشد:
- احمق (اصطلاح)
- دلقک
- احمق پا آبی
- احمق (پرنده)
- احمق و احمق‌تر
- احمق و احمق‌تر ۲
- احمق آمریکایی خوش‌تیپ
- احمق آمریکایی
- احمق در عشق
- احمق بیچاره بی‌نوا
- احمق نازکا
- احمق آمریکایی (ترانه)
- سه احمق
- نه آن‌قدر احمق
- روسپی احمق